# Madárberkenye
A madárberkenye vagy veres (vörös) berkenye (Sorbus aucuparia) a rózsafélék családjába tartozó berkenye (Sorbus) növénynemzetség egyik faja. További nevei: gálnafa, kutyacseresznye, rekettyefa.

## Elterjedése, előfordulása
A természetben Európa nagy részén – az óceáni, a nedves kontinentális és a hegyvidéki éghajlatú területeken –, Ázsiában pedig főleg Oroszország területén és Kína északkeleti részén elterjedt: elsősorban középhegységi-magashegységi növényfaj, de dombvidékeken is megtalálható. Közép-Európában 2000 méter tengerszint feletti magasságban is előfordul. Városokban díszfaként is ültetik.
Magyarországon a természetben az Északi-középhegység magasabban fekvő területein – például a Mátrában is –, valamint a Nyugat-Dunántúlon gyakoribb, de ezeken kívül a Dunántúl más területein szórványosan is előfordul. Díszfaként és utakat szegélyező faként is ismert.

## Alaki jellemzői
Többnyire kis termetű, 10 m magas fa, ritkábban elérheti a 15–20 méteres magasságot is. Egyenes, hengerszerű a törzse, és nem ritka, hogy a gyökfőnél elágazik. Kérge világosszürke, sima, fényes, paraszemölcsök gyakoriak rajta. Koronája laza (csak ritkán tömött), inkább nyúlt, tojásdad alakú, ágai nyúlánkak, felfelé törők, a végük azonban lecsüngő. Vesszői a kéregnél barnásabb árnyalatúak (szürkésbarna, vörösesbarna színűek), hosszú ízköz jellemzi őket. Rügyei ibolyásfekete színűek, nyúlánk tojásdad alakúak, de zömökek; szőrösek és nem ragadósak. Levelei sötétzöldek és szárnyasan összetettek: páratlanul szárnyaltak, 9–15 levélkére tagolódnak; a levélkék 2–6 cm hosszúak, alakjuk nyúlt elliptikus, kissé lándzsás, válluk részaránytalan (aszimmetrikus), szélük alsó harmada ép, felső két harmada fogazott, csúcsuk hegyes; a levelek kezdetben molyhosak, később lekopaszodnak. Virágai kicsik, öt fehér-sárgásfehér szirmuk van, 3-4 bibéjűek, kellemetlen illatúak, és 10–15 cm átmérőjű, lapostányérszerű, dús virágú, sátorozó buga – más szerzők szerint bogernyő vagy fürt – virágzatokba csoportosulnak; a vacok és a virágkocsányok is molyhosak. Az éretlenül még sárga, éretten narancssárga-cinóbervörös színű almatermései – korábban bogyószerű csontárnak vélték – 9–10 mm átmérőjűek, kis méretű almácskák, kerekdedek (bogyószerűek), paraszemölcsösek, 3 magházúak. A magházak fala pergamenszerű, a magok 3,5–4,5 mm hosszúak, vörösesbarna színűek, féltojás alakúak.

## Biológiai jellemzői
A madárberkenye a rövidebb életű fafajok közé tartozik: egyedei körülbelül 80 évet élnek. Növekedése mérsékelt gyorsaságú, tőről jól, gyökérről kevésbé jól sarjad. Lombhullató fafaj. A lombfakadást követően virágzik: Magyarországon május második felében, a hűvösebb területeken június-július folyamán. Termései hirtelen, a berkenyefajok közül elsőként érnek be – Magyarországon szeptemberben –, s a tél végén hullanak le a fáról. Ősszel, a lombhullást megelőzően lombszíne sötétvörös.

## Ökológiai jellemzői, élőhelye
Szárazságtűrő, hidegtűrő, de fényigényes fafaj, s habár a savanyú kémhatású talajokat kedveli, a talajra kevéssé érzékeny. Természetes élőhelyein főként nyirkos, hegyvidéki erdei környezetben: mészkerülő erdőkben, sziklaerdőkben, erdők tisztásain vagy határán (tölgyesekben, fenyvesekben, bükkösökben egyaránt), cserjésekben, csarabos fenyéreken és sziklás lejtőkön fordul elő; molyhos levelű változata – a Sorbus aucuparia var. lanuginosa (Kit.) Schur – azonban mészkedvelőbb.

## Felhasználása
Levelét, virágzatát, érett termését (frissen vagy szárítva), kérgét és fáját is hasznosítják.
Az érett terméseket – szárításuk előtt – le kell szedni a fürtről, majd kiterítve kell szárítani őket – akár napon is lehet – egészen addig, amíg meg nem keményednek; a szárítás során 3 kg friss termésből 1 kg szárított termés lesz. Az érett termés akár friss, akár szárított formája a madárberkenye termésdrogja, a Sorbi fructus, ami 0,04% para-szorbinsavat (para-szorbozidot), szorbinsavat, szorbitot, 0,06% prunazint (egy ciánglikozidot), almasavat, cseranyagot, pektint, karotint, 0,06–0,15% C-vitamint tartalmaz. A magokban zsírosolaj és kevés (0,2–0,5%) amigdalin (egy ciánglikozid) található.

### Mérgező növény
Termése több olyan anyagot is tartalmaz, amelyek a helytelen felhasználás, vagy túladagolás esetén enyhébb mérgezést okozhatnak. Az egyik a para-szorbinsav, ami a terméshús sebzésekor képződik az addig glikozidos kötésben levő állapotából (para-szorbozid); a para-szorbinsav nyálkahártyát és bőrt ingerlő folyadék, ami főzés hatására nem mérgező szorbinsavvá bomlik. A másik a prunazin (egy ciánglikozid) a terméshúsban, a harmadik pedig az amigdalin (egy ciánglikozid) a magokban. Az érett termés húsában nincs vagy minimális mennyiségű a méreganyag, főzés hatására pedig elbomik. A magvak mérgezők.

### Élelmiszernövény
A madarak kedvelik a termését, s ezzel együtt magjait is terjesztik. Érett termései ugyan az ember számára is ehetőek, de fanyar, édes-savanykás ízűek és csípősek; a nyersen fogyasztással egyébként is vigyázni kell, mert terméshúsa és magjai is ciánglikozidokat tartalmaz. A faj egyik változata az édes madárberkenye (Sorbus aucuparia var. dulcis), amelynek termései nagyobbak és az ember számára élvezetesebbek, és amelyet ezért növényfajtaként termesztenek (Sorbus aucuparia cv. Edulis).
Friss érett, megfőzött terméséből savanykás zseléket, lekvárokat, kompótokat, szörpöt, gyümölcslét, alkoholos üdítőitalt, likőrt, bort vagy pálinkát is készítenek. A szárított érett termésből lisztet is őrölnek.
Virágai jó mézelők.

### Gyógynövény
Friss érett termése – a benne található jelentősebb mennyiségű C-vitamin okán – vitaminpótlás céljából, a megszárított érett termés főzete vesekőképződés és húgyúti betegségek esetén fogyasztható.
Az érett termés szorbittartalma kivonható, amiből aztán C-vitamint (szorbóz köztes termékkel), arcpakolást, toroköblítőt, illetve a cukorbetegek számára is fogyasztható édesítőszert állítanak elő.
A népi gyógyászatban érett terméseit vizelethajtóként, leveleit összehúzó és vérzéscsillapító hatása miatt alkalmazták. Kérgének és levelének főzetét szájpenész kezelésére használják.
A virágaiból készített tea enyhén has- és vizelethajtó hatású, a leveléből készített tea pedig pótolja az „oroszteát” (gyarmati teát).

### Faipari növény
Barnásvörös fája kemény, tömör, nehéz, egyenletes szövetű, könnyen faragható és esztergálható; belőle északon és a hegyvidékeken szerszámnyelet, gazdasági eszközöket készítenek. Vesszőiből egyes helyeken kosarat fonnak.

### Bőripari növény
Kérgét korábban bőrcserzésre használták.

### Dísznövény
A szennyezett levegőt jól viseli, szórt árnyékot ad, épületek közelébe ültethető. Tavasszal a dús virágú, sárgásfehér virágzatai, ősszel a vörös lombszín, Magyarországon pedig már a nyár közepétől egészen őszig-télig a gömbölyű vöröslő termések teszik mutatóssá.

## A kultúrában
Európai előfordulásának északi részén gyakori fafaj, itt számos monda és babona kapcsolódik hozzá.

## Képek

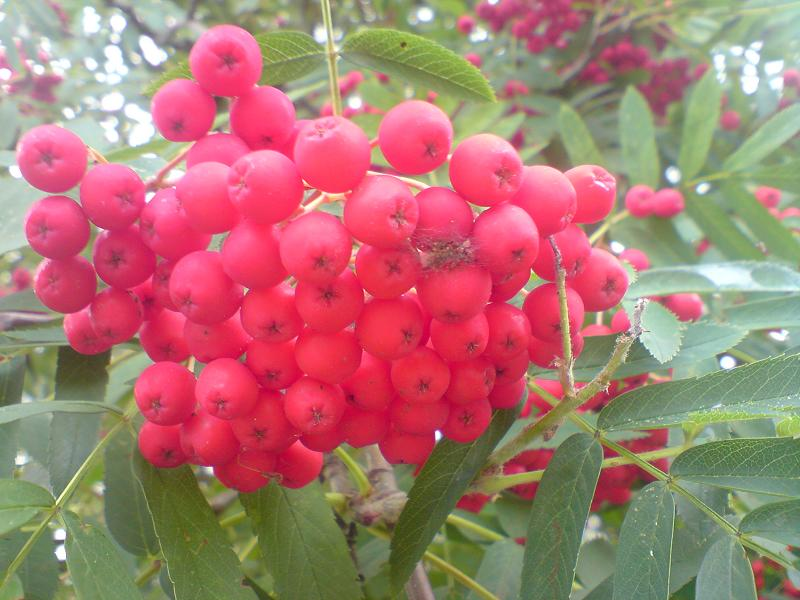
A madárberkenye termése
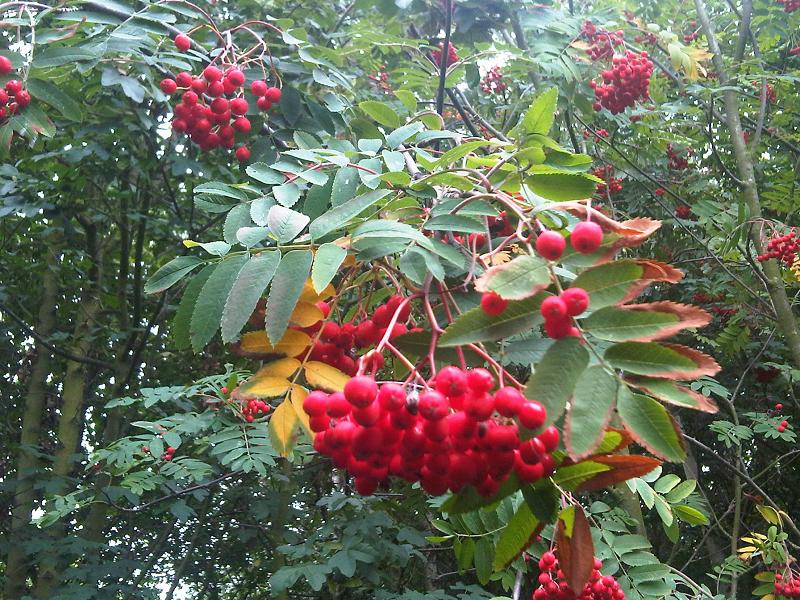
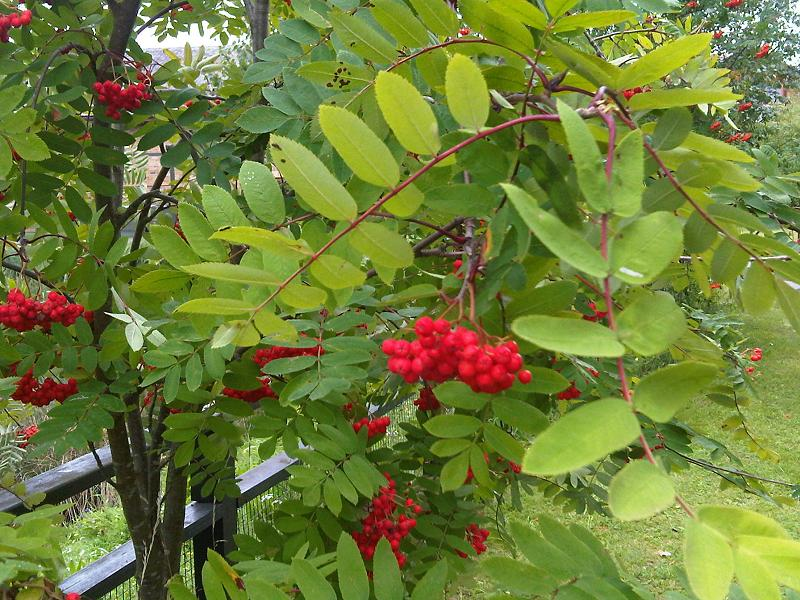
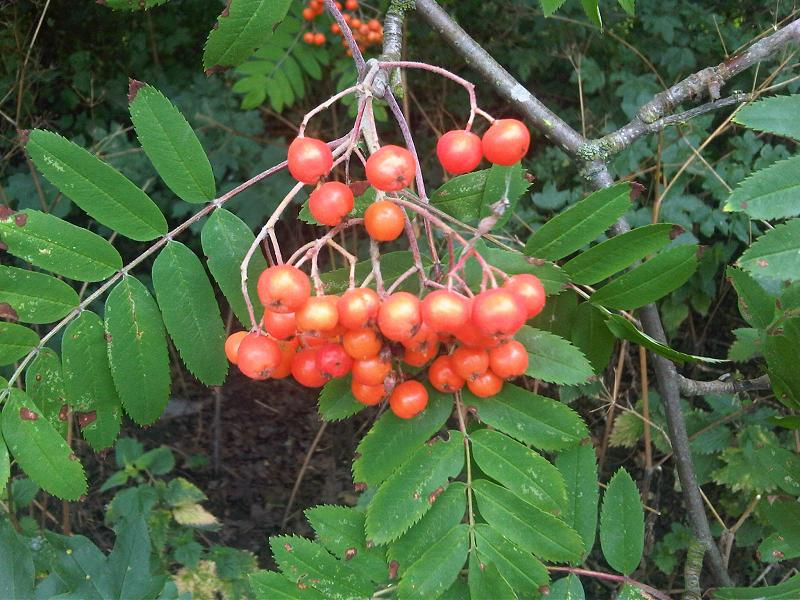
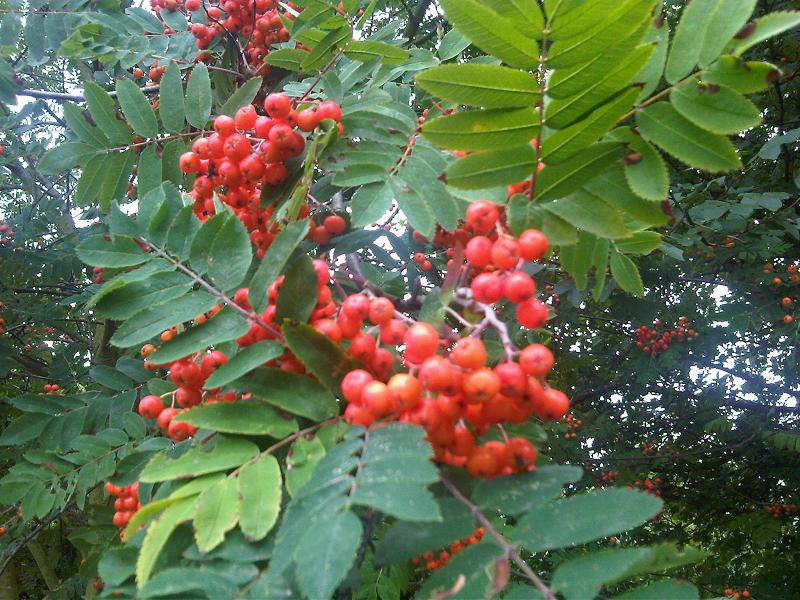
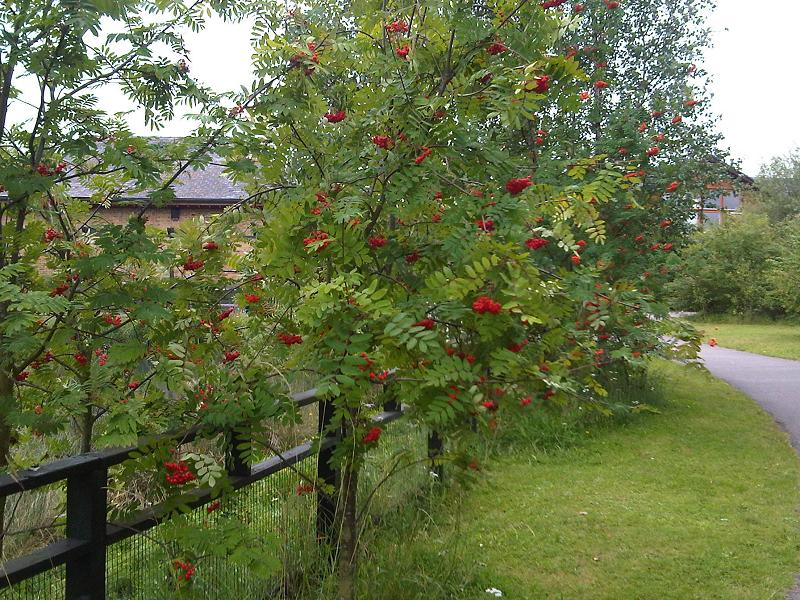